# Berner Pietistenprozess

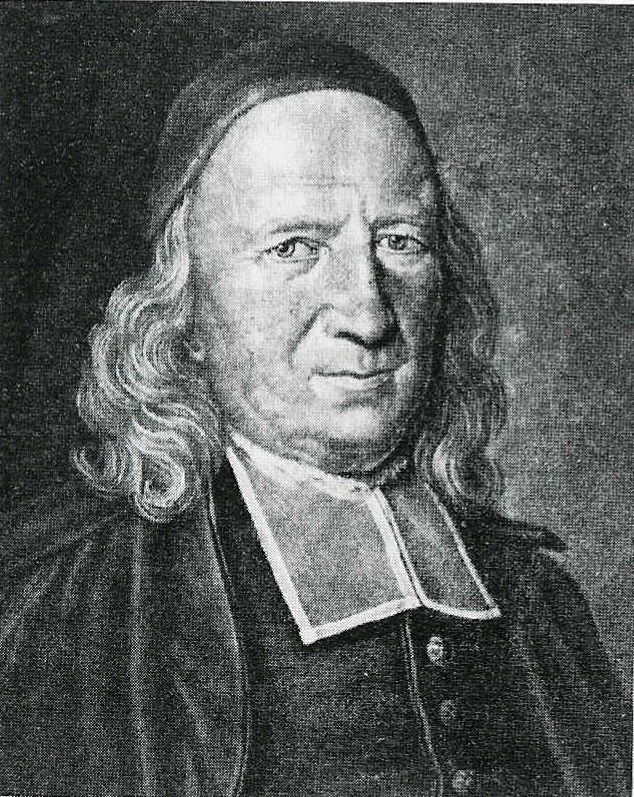
Samuel König (1743)

Mit dem Berner Pietistenprozess versuchte die bernische Obrigkeit in den Jahren 1698 und 1699, die pietistischen Strömungen zu unterdrücken.
Der Pietismus trat in Bern Ende der 1680er Jahre als Bewegung ohne feste Strukturen in Erscheinung. Offene Kritik am Staatskirchentum, häusliche Gottesdienste und Missachtung des Parochialprinzips führten dazu, dass die pietistischen Kreise in Konflikt mit der Obrigkeit gerieten. Mit der Religionskammer setzte die Obrigkeit unter dem Vorsitz des Ratsherrn Abraham Tillier einen Sonderausschuss ein, der die Verhältnisse zu untersuchen hatte. Die Religionskammer verhörte Geistliche und weltliche Amtsträger der Stadt und Republik Bern. Mit dem Helvetischen Assoziationseid wurden diese gezwungen, sich zur Staatskirche zu bekennen. Die Verweigerung des Assoziationseides führte zu Amtsverlust. Im Pietistenprozess 1699 wurden radikal-pietistische Theologen wie etwa Samuel König oder Samuel Güldin des Landes verwiesen, andere wurden mit Bussen bestraft.
Der Schriftsteller Beat Ludwig von Muralt stand auf der Seite der Pietisten und wurde verbannt, ebenso der Interlakner Landvogt Niklaus Rodt, der im Grossen Rat Partei ergriff, den Assoziationseid verweigerte und daraufhin ebenfalls verbannt wurde. Ein weiterer Verweigerer des Assoziationseids war Gabriel Frisching, der mit der Verweigerung auf seine Wahl in den Grossen Rat verzichtete und in der Folge das Bankhaus Malacrida & Cie. in Bern mitbegründete.